# Torreglia
Torreglia là một đô thị thuộc tỉnh Padova vùng Veneto, located about 45 km về phía tây của Venezia và cách khoảng 14 km về phía tây nam của Padova. Tại thời điểm ngày 31 tháng 12 năm 2004, đô thị này có dân số 5.978 người và diện tích 18,8 km².
Torreglia giáp các đô thị: Abano Terme, Galzignano Terme, Montegrotto Terme, Teolo.